# إيناس جماتي
إيناس جماتي هي لاعبة سباق يخوت تونسية وُلدت في 5 أبريل 1997، ومثلت تونس في دورة الألعاب الأولمبية الصيفية عام 2016، حيث شاركت في منافسات زوارق الليزر الشعاعية للسيدات، وتلعب حاليا لصالح نادي كان لليخوت في فرنسا.

## المسيرة الرياضية
شاركت إيناس جماتي في أكتوبر 2011 في بطولة أوبتيمست الإفريقية لليخوت، وتمكنت من إحراز لقب البطولة وهي لا تزال في الرابعة عشرة من عمرها، وفي نوفمبر 2011، تمكنت إيناس جماتي من الفوز بالمركز الثاني في بطولة المملكة الدولية للقوارب الشراعية التي نظمها الاتحاد البحريني للرياضات البحرية، والتي أقيمت على شواطئ بلاج الجزائر. وفي ديسمبر 2011 شاركت إيناس جماتي في دورة الألغاب العربية الي أقيمت في مدينة الدوحة بقطر حيث تمكنت من إحراز الميدالية الفضية في منافسات فئة الأوبتيمست للسيدات. وفي فبراير 2013 نجحت في إحراز لقب البطولة العربية لزوارق الليزر الشعاعية، ثُم انضمت إلى الاتحاد الرياضي للأنشطة البحرية، والذي فازت معه ببطولة بريتاني في فبراير 2014. وفي يوليو 2014، شاركت إيناس جماتي في بطولة العالم للزوارق الشعاعية للناشئين تحت 19 عام، والتي أقيمت في مدينة تافيرا بالبرتغال حيث احتلت المركز الخامس عشر بالبطولة، ثُم شاركت في بطولة كأس أوروبا لزوارق الليزر الشعاعية للسيدات تحت 19 عام، والتي أقيمت في مدينة فارنيموند بألمانيا في يوليو 2015 وفازت بالمركز الثالث في البطولة، كما احتلت المركز الثالث في بطولة فرنسا للزوارق للناشئين تحت 21 عام في أغسطس من نفس العام. وفي سبتمبر 2015، انضمت إيناس جماتي إلى نادي كان لليخوت. وفي ديسمبر 2015 أصبحت إيناس جماتي أول تونسية تتوج بطلة لقارة أفريقيا في البطولة الإفريقية لزوارق الليزر الشعاعية للسيدات وهي لا تزال في الثامنة عشرة من عمرها.
وفي عام 2016، شاركت إيناس جماتي في عام 2000 في دورة الألعاب الأولمبية الصيفية التي أقيمت بمدينة سيدني في أستراليا، وفي يوليو 2016 احتلت المرتبة الخامسة والثمانين عالميًا في تصنيف الاتحاد الدولي لرياضة الإبحار الشراعي.